# چیمتا
چیمتا (به لاتین: Cimetta) یک کوه در سوئیس است که در کانتون تیچینو واقع شده‌است. چیمتا ۱٬۶۷۱ متر بالاتر از سطح دریا واقع شده‌است.